# زاوديرزي

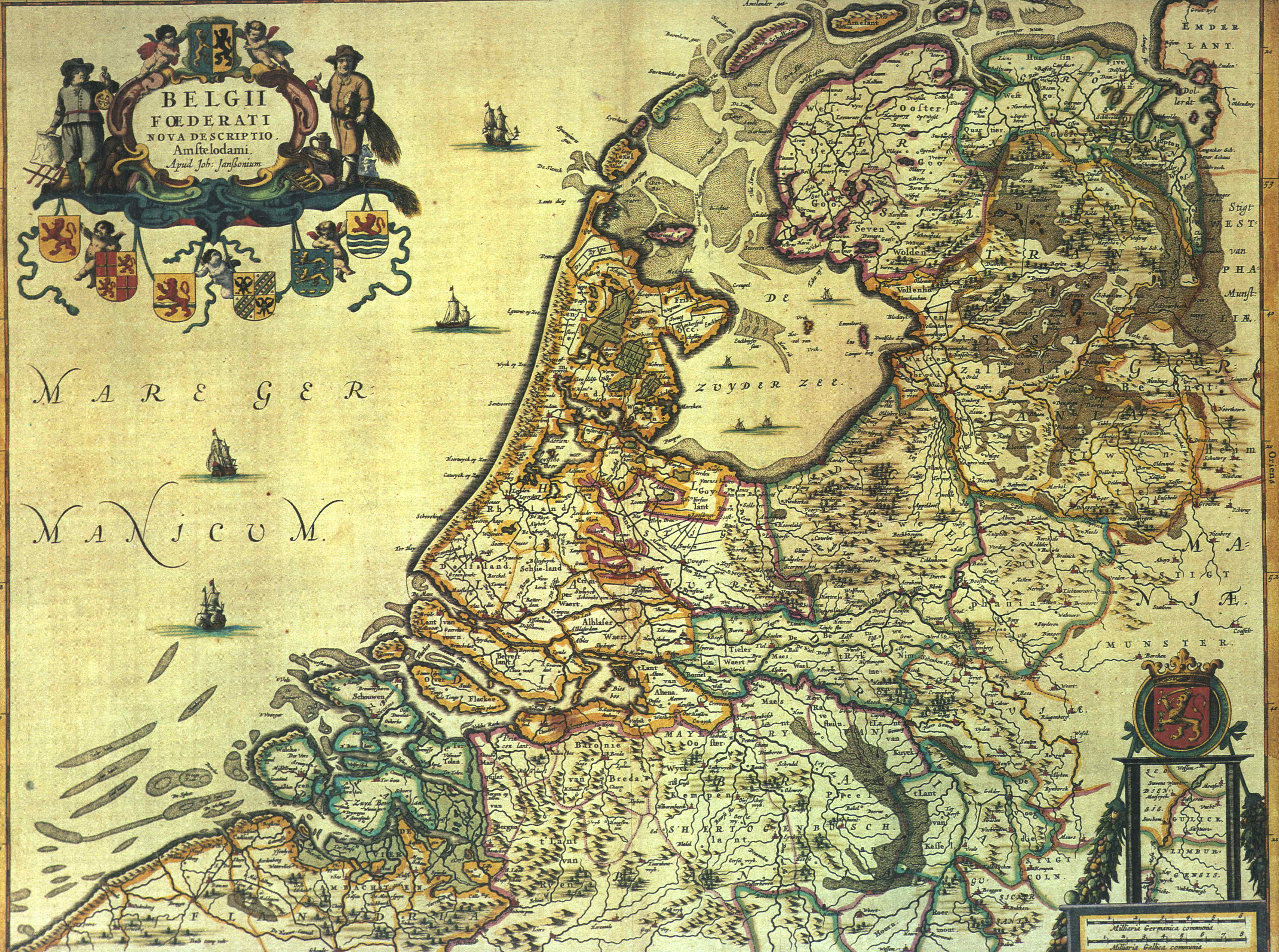
خريطة تارخية لهولندا ويتضح بها بحر الجنوب

بحر الجنوب Zuiderzee كان خليجاً ضحلاً في بحر الشمال شمال غربي هولندا، يمتد حوالي 100 كيلومتراً (60 ميلاً) داخل الأرض وحوالي 50 كم (30 ميل) عرضاً، مع عمق حوالي 4 إلى 5 أمتار (13-16 قدم)، ويبلغ طول سواحله حوالي 300 كم (200 ميلاً). وهو يغطي 5.000 كم2 (1.900 ميل مربع). وفي القرن العشرين ميلادياً تم إغلاق الغالبية العظمى من بحر الجنوب مع ترك مدخل المصب ليصبح جزءاً من بحر وادن، وتغير مدخل المياه المالحة إلى بحيرة للمياه العذبة بسبب البحيرة التي تسمى الآن بحيرة آيسل والتي تسمت باسم النهر الذي يصب فيها، وبسبب التجفيف والأراضي المستصلحة، وتم استصلاح أرضاً تبلغ مساحتها حوالي 1.500 كم2 (580 ميل مربع)، وأصبحت هذه الأرض في نهاية المطاف مقاطعة فليفولاند، التي يبلغ عدد سكانها ما يقرب من 400.000 نسمة (2011).